# Diocese de Araçatuba
A Diocese de Araçatuba (Dioecesis Arassatubensis) é uma divisão territorial da Igreja Católica no estado de São Paulo. Foi criada a 23 de março de 1994 pelo Papa João Paulo II.

## Território
A diocese compreende 19 municípios: Araçatuba, Andradina, Bento de Abreu, Bilac, Birigui, Brejo Alegre, Castilho, Coroados, Gabriel Monteiro, Guaraçaí, Guararapes, Lavínia, Mirandópolis, Murutinga do Sul, Nova Independência, Piacatu, Rubiácea, Santópolis do Aguapeí, Valparaíso.

## Bispos
Bispos locais:
| #                        | Nome                            | Período    | Notas                    |        |
| Bispos                   | Bispos                          | Bispos     | Bispos                   | Bispos |
| ------------------------ | ------------------------------- | ---------- | ------------------------ | ------ |
| 2º                       | Sérgio Krzywy                   | 2004–atual |                          |        |
| 1°                       | José Carlos Castanho de Almeida | 1994–2003  |                          |        |
| Administrador apostólico |                                 |            |                          |        |
|                          | Maurício Grotto de Camargo      | 2003–2004  | Bispo-coadjutor de Assis |        |